# WTA Tour 2008
Il WTA Tour è una serie di tornei femminili di tennis organizzati dalla WTA. Questa include i tornei del Grande Slam (organizzati in collaborazione con la International Tennis Federation (ITF)), il WTA Tour Championships e i tornei delle categorie Tier I, Tier II, Tier III e Tier IV.

## Calendario

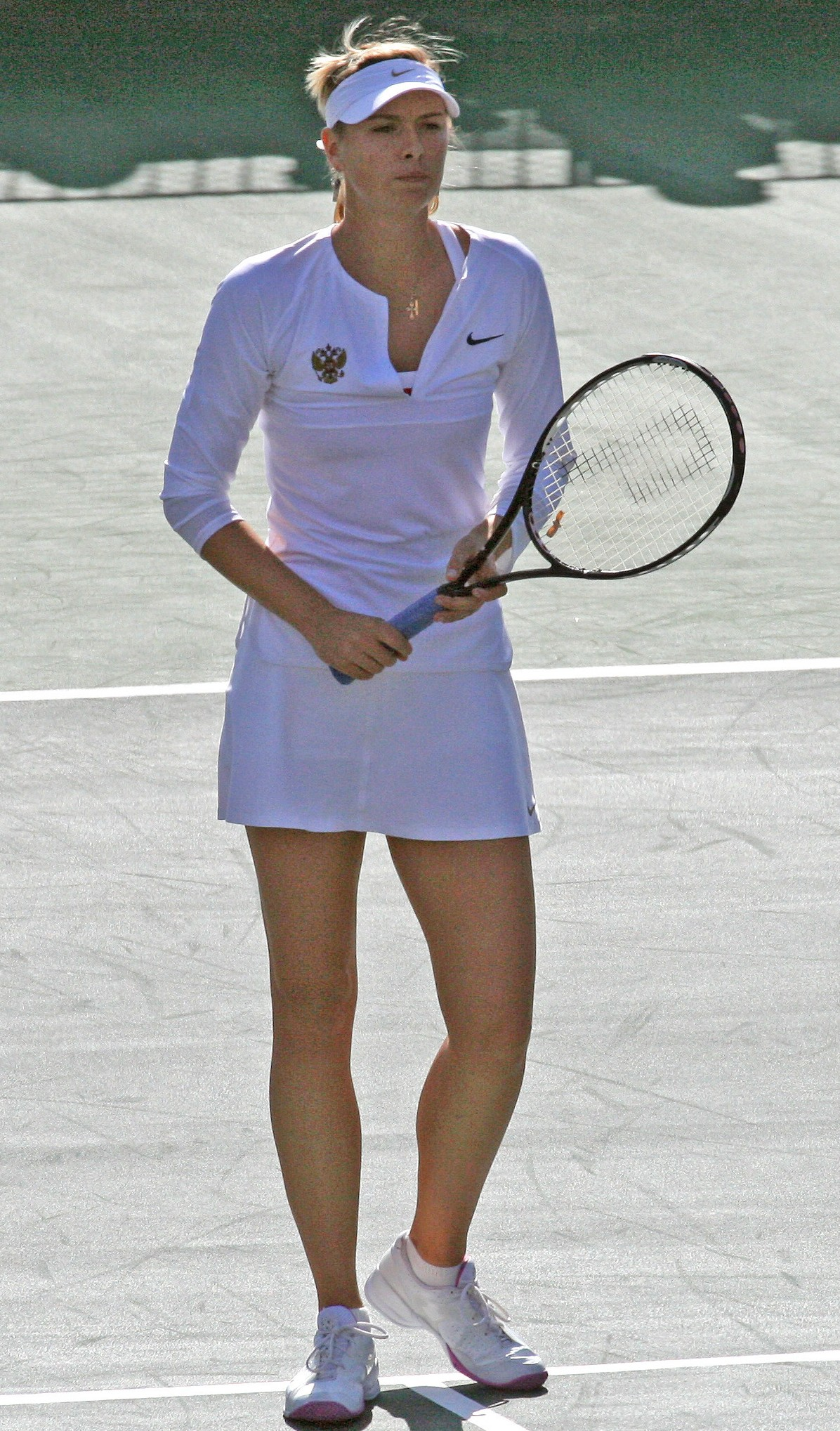
Marija Šarapova si aggiudica l'Australian Open, rivendicando la finale persa l'anno precedente

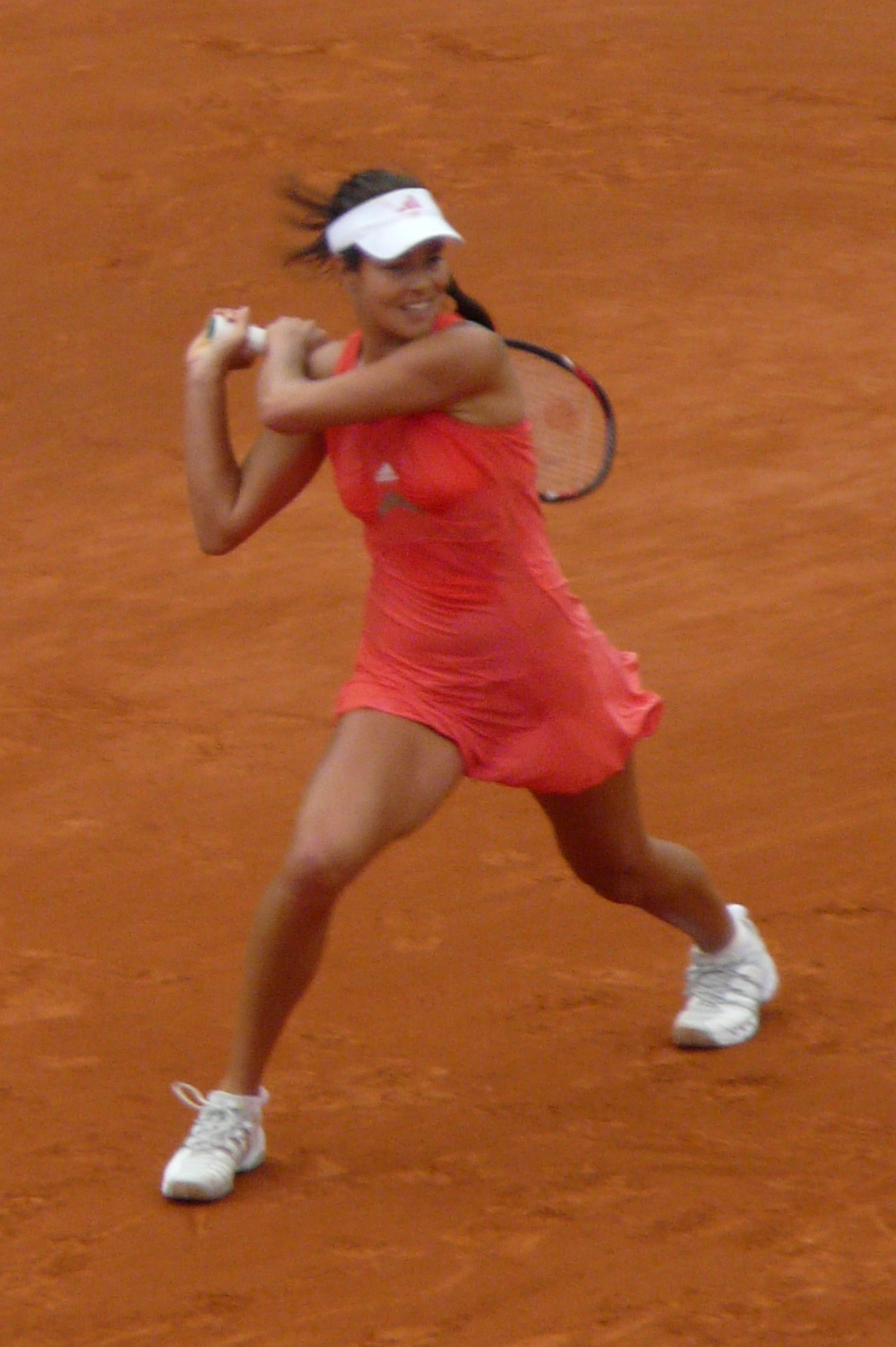
Dopo la finale persa a Melbourne, Ana Ivanović vince il suo primo Slam in carriera a Parigi e si issa al primo posto della classifica mondiale

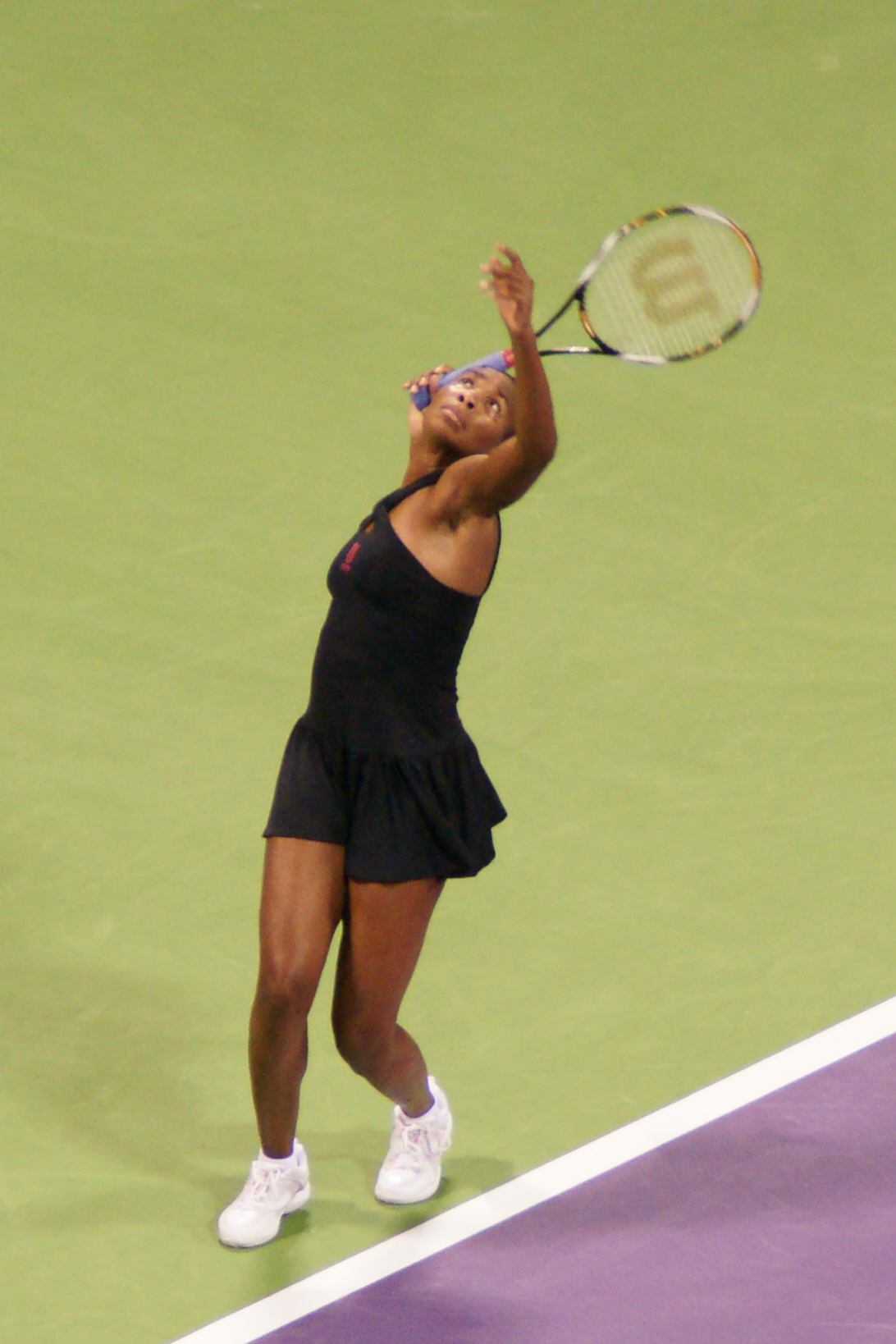
Venus Williams vince il quinto Wimbledon battendo la sorella Serena, con la quale trionferà anche in doppio per la terza volta sui campi di Londra

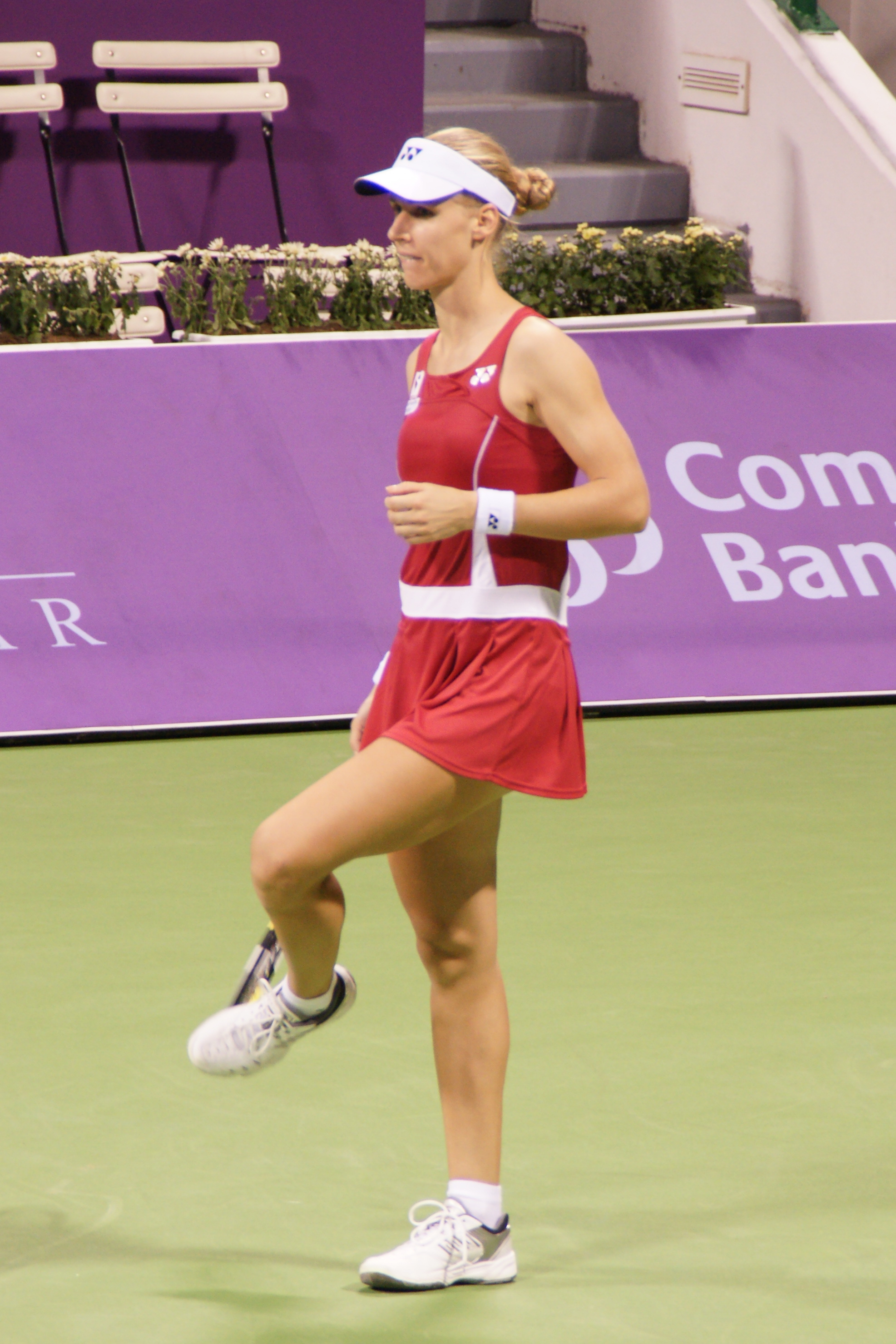
Elena Dement'eva vince la medaglia d'oro alle Olimpiadi di Pechino: è la prima e unica donna russa a riuscire in tale impresa

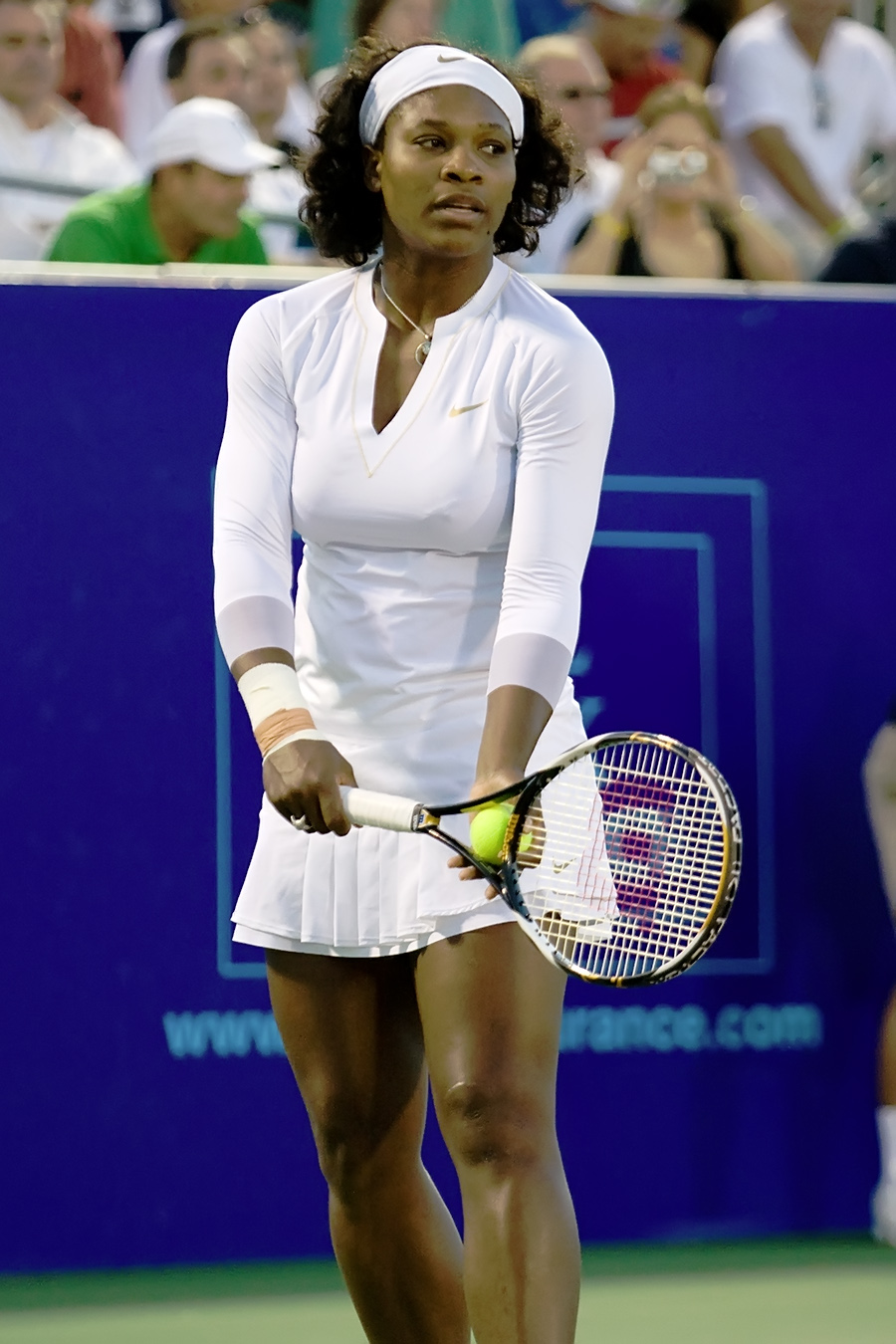
Serena Williams vince per la terza volta lo US Open

Questo è il calendario completo degli eventi del 2008, con i risultati in progressione dai quarti di finale.
Legenda
| Grande Slam      |
| Championship     |
| Tier I           |
| Tier II          |
| Tier III         |
| Tier IV          |
| Torneo a squadre |

### Gennaio
| Settimana                | Torneo | Categoria   | Vincitore                                                           | Finalista                                            | Semifinalisti                      | Quarti                                                             |
| ------------------------ | --- | ----------- | ------------------------------------------------------------------- | ---------------------------------------------------- | ---------------------------------- | ------------------------------------------------------------------ |
| 31 dicembre              | MAW Hardcourts 2008 Gold Coast, Australia Cemento Singolare - Doppio                                                            | Tier III    | Li Na 4–6, 6–3, 6–4                                                 | Viktoryja Azaranka                                   | Patty Schnyder Shahar Peer         | Nicole Vaidišová Amélie Mauresmo Dinara Safina Dominika Cibulková  |
| 31 dicembre              | MAW Hardcourts 2008 Gold Coast, Australia Cemento Singolare - Doppio                                                            | Tier III    | Safina / Szávay 6–1, 6–2                                            | Yan Zi / Zheng                                       | Patty Schnyder Shahar Peer         | Nicole Vaidišová Amélie Mauresmo Dinara Safina Dominika Cibulková  |
| 31 dicembre              | ASB Classic 2008 Auckland, Nuova Zelanda Cemento Singolare - Doppio                                                             | Tier IV     | Lindsay Davenport 6–2, 6–2                                          | Aravane Rezaï                                        | Marina Eraković Tamira Paszek      | Vera Zvonarëva Katarina Srebotnik Sara Errani Marija Kirilenko     |
| 31 dicembre              | ASB Classic 2008 Auckland, Nuova Zelanda Cemento Singolare - Doppio                                                             | Tier IV     | Korytceva / Osterloh 6–3, 6–4                                       | Müller / Záhlavová-Strýcová                          | Marina Eraković Tamira Paszek      | Vera Zvonarëva Katarina Srebotnik Sara Errani Marija Kirilenko     |
| 7 gennaio                | Medibank International 2008 Sydney, Australia Cemento Singolare - Doppio                                                        | Tier II     | Justine Henin 4–6, 6–2, 6–4                                         | Svetlana Kuznecova                                   | Ana Ivanović Nicole Vaidišová      | Kaia Kanepi Katarina Srebotnik Jelena Janković Francesca Schiavone |
| 7 gennaio                | Medibank International 2008 Sydney, Australia Cemento Singolare - Doppio                                                        | Tier II     | Yan / Zheng 6–4, 7–6(5)                                             | Perebyjnis / Puček                                   | Ana Ivanović Nicole Vaidišová      | Kaia Kanepi Katarina Srebotnik Jelena Janković Francesca Schiavone |
| 7 gennaio                | Moorilla Hobart International 2008 Hobart, Australia Cemento Singolare - Doppio                                                 | Tier IV     | Eléni Daniilídou Walkover                                           | Vera Zvonarëva                                       | Flavia Pennetta Ashley Harkleroad  | Casey Dellacqua Sania Mirza Edina Gallovits Elena Vesnina          |
| 7 gennaio                | Moorilla Hobart International 2008 Hobart, Australia Cemento Singolare - Doppio                                                 | Tier IV     | Medina Garrigues / Ruano Pascual 6–2, 6–4                           | Daniilídou / Woehr                                   | Flavia Pennetta Ashley Harkleroad  | Casey Dellacqua Sania Mirza Edina Gallovits Elena Vesnina          |
| 14 gennaio (2 settimane) | Australian Open 2008 Melbourne, Australia Cemento Singolare - Doppio - Doppio misto                                             | Grande Slam | Marija Šarapova 7–5, 6–3                                            | Ana Ivanović                                         | Jelena Janković Daniela Hantuchová | Justine Henin Serena Williams Venus Williams Agnieszka Radwańska   |
| 14 gennaio (2 settimane) | Australian Open 2008 Melbourne, Australia Cemento Singolare - Doppio - Doppio misto                                             | Grande Slam | A. Bondarenko / K. Bondarenko 2–6, 6–1, 6–4                         | Azaranka / Peer                                      | Jelena Janković Daniela Hantuchová | Justine Henin Serena Williams Venus Williams Agnieszka Radwańska   |
| 14 gennaio (2 settimane) | Australian Open 2008 Melbourne, Australia Cemento Singolare - Doppio - Doppio misto                                             | Grande Slam | Doppio misto: Zimonjić / Sun 7–6(4), 6–4                            | Bhupathi / Mirza                                     | Jelena Janković Daniela Hantuchová | Justine Henin Serena Williams Venus Williams Agnieszka Radwańska   |
| 28 gennaio               | Fed Cup 2008 HaSharon, Israele, Cemento California, Stati Uniti, Cemento Pechino, Cina, Cemento (i) Napoli, Italia, Cemento (i) |             | Vincenti primo turno Russia 4–1 Stati Uniti 4–1 Cina 3–2 Spagna 3–2 | Perdenti primo turno Israele Germania Francia Italia |                                    |                                                                    |

### Febbraio
| Settimana   | Torneo | Categoria | Vincitore                                    | Finalista               | Semifinalisti                        | Quarti                                                                   |
| ----------- | --- | --------- | -------------------------------------------- | ----------------------- | ------------------------------------ | ------------------------------------------------------------------------ |
| 4 febbraio  | Open Gaz de France 2008 Parigi, Francia Cemento (indoor) Singolare - Doppio                                          | Tier II   | Anna Čakvetadze 6–3, 2–6, 6–2                | Ágnes Szávay            | Marion Bartoli Elena Dement'eva      | Amélie Mauresmo Virginie Razzano Kateryna Bondarenko Daniela Hantuchová  |
| 4 febbraio  | Open Gaz de France 2008 Parigi, Francia Cemento (indoor) Singolare - Doppio                                          | Tier II   | A. Bondarenko / K. Bondarenko 6–1, 6–4       | Uhlířová / Hrdinová     | Marion Bartoli Elena Dement'eva      | Amélie Mauresmo Virginie Razzano Kateryna Bondarenko Daniela Hantuchová  |
| 4 febbraio  | PTT Pattaya Open 2008 Pattaya, Thailandia Cemento Singolare - Doppio                                                 | Tier IV   | Agnieszka Radwańska 6–2, 1–6, 7–6(4)         | Jill Craybas            | Ekaterina Byčkova Akgul Amanmuradova | Tamarine Tanasugarn Vesna Manasieva Chan Yung-jan Andreja Klepač         |
| 4 febbraio  | PTT Pattaya Open 2008 Pattaya, Thailandia Cemento Singolare - Doppio                                                 | Tier IV   | Chan / Chuang 6–4, 6–3                       | Hsieh / King            | Ekaterina Byčkova Akgul Amanmuradova | Tamarine Tanasugarn Vesna Manasieva Chan Yung-jan Andreja Klepač         |
| 11 febbraio | Proximus Diamond Games 2008 Anversa, Belgio Cemento (indoor) Singolare - Doppio                                      | Tier II   | Justine Henin 6–3, 6–3                       | Karin Knapp             | Timea Bacsinszky Li Na               | Alisa Klejbanova Daniela Hantuchová Patty Schnyder Sofia Arvidsson       |
| 11 febbraio | Proximus Diamond Games 2008 Anversa, Belgio Cemento (indoor) Singolare - Doppio                                      | Tier II   | Black / Huber 6–1, 6–3                       | Peschke / Sugiyama      | Timea Bacsinszky Li Na               | Alisa Klejbanova Daniela Hantuchová Patty Schnyder Sofia Arvidsson       |
| 11 febbraio | Cachantún Cup 2008 Viña del Mar, Cile Terra rossa Singolare - Doppio                                                 | Tier III  | Flavia Pennetta 6–4, 5–4 rit.                | Klára Zakopalová        | Pauline Parmentier Marija Korytceva  | Kaia Kanepi Martina Müller Nuria Llagostera Vives Lourdes Domínguez Lino |
| 11 febbraio | Cachantún Cup 2008 Viña del Mar, Cile Terra rossa Singolare - Doppio                                                 | Tier III  | Dekmeijere / Rosolska 7–5, 6–3               | Korytceva / Schruff     | Pauline Parmentier Marija Korytceva  | Kaia Kanepi Martina Müller Nuria Llagostera Vives Lourdes Domínguez Lino |
| 18 febbraio | Qatar Total Open 2008 Doha, Qatar Cemento Singolare - Doppio                                                         | Tier I    | Marija Šarapova 6–1, 2–6, 6–0                | Vera Zvonarëva          | Agnieszka Radwańska Li Na            | Dominika Cibulková Caroline Wozniacki Jelena Janković Sybille Bammer     |
| 18 febbraio | Qatar Total Open 2008 Doha, Qatar Cemento Singolare - Doppio                                                         | Tier I    | Peschke / Stubbs 6–1, 5–7, 10–7              | Black / Huber           | Agnieszka Radwańska Li Na            | Dominika Cibulková Caroline Wozniacki Jelena Janković Sybille Bammer     |
| 18 febbraio | Copa Colsanitas 2008 Bogotà, Colombia Terra rossa Singolare - Doppio                                                 | Tier III  | Nuria Llagostera Vives 6–0, 6–4              | María Emilia Salerni    | Betina Jozami Carla Suárez Navarro   | Martina Müller Sara Errani Catalina Castaño Mariana Duque Mariño         |
| 18 febbraio | Copa Colsanitas 2008 Bogotà, Colombia Terra rossa Singolare - Doppio                                                 | Tier III  | Benešová / Mattek 6–3, 6–3                   | Kostanić Tošić / Müller | Betina Jozami Carla Suárez Navarro   | Martina Müller Sara Errani Catalina Castaño Mariana Duque Mariño         |
| 25 febbraio | Dubai Tennis Championships 2008 Dubai, Emirati Arabi Uniti Cemento Singolare - Doppio                                | Tier II   | Elena Dement'eva 4–6, 6–3, 6–2               | Svetlana Kuznecova      | Francesca Schiavone Jelena Janković  | Justine Henin Ana Ivanović Anna Čakvetadze Amélie Mauresmo               |
| 25 febbraio | Dubai Tennis Championships 2008 Dubai, Emirati Arabi Uniti Cemento Singolare - Doppio                                | Tier II   | Black / Huber 7–5, 6–2                       | Yan Zi / Zheng          | Francesca Schiavone Jelena Janković  | Justine Henin Ana Ivanović Anna Čakvetadze Amélie Mauresmo               |
| 25 febbraio | Regions Morgan Keegan Championships and the Cellular South Cup 2008 Memphis, USA Cemento (indoor) Singolare - Doppio | Tier III  | Lindsay Davenport 6–2, 6–1                   | Ol'ga Govorcova         | Marina Eraković Shahar Peer          | Alla Kudrjavceva Caroline Wozniacki Sofia Arvidsson Julia Görges         |
| 25 febbraio | Regions Morgan Keegan Championships and the Cellular South Cup 2008 Memphis, USA Cemento (indoor) Singolare - Doppio | Tier III  | Davenport / Raymond 6–3, 6–1                 | Haynes / Washington     | Marina Eraković Shahar Peer          | Alla Kudrjavceva Caroline Wozniacki Sofia Arvidsson Julia Görges         |
| 25 febbraio | Abierto Mexicano de Tenis 2008 Acapulco, Messico Terra rossa Singolare - Doppio                                      | Tier III  | Flavia Pennetta 6–0, 4–6, 6–1                | Alizé Cornet            | Kaia Kanepi Jill Craybas             | Edina Gallovits Sorana Cîrstea Iveta Benešová Marija Korytceva           |
| 25 febbraio | Abierto Mexicano de Tenis 2008 Acapulco, Messico Terra rossa Singolare - Doppio                                      | Tier III  | Llagostera Vives / Martínez Sánchez 6–2, 6–4 | Benešová / Cetkovská    | Kaia Kanepi Jill Craybas             | Edina Gallovits Sorana Cîrstea Iveta Benešová Marija Korytceva           |

### Marzo
| Settimana              | Torneo                                                              | Categoria | Vincitore                           | Finalista          | Semifinalisti                     | Quarti                                                                  |
| ---------------------- | ------------------------------------------------------------------- | --------- | ----------------------------------- | ------------------ | --------------------------------- | ----------------------------------------------------------------------- |
| 3 marzo                | Bangalore Open 2008 Bangalore, India Cemento Singolare - Doppio     | Tier II   | Serena Williams 7–5, 6–3            | Patty Schnyder     | Yan Zi Venus Williams             | Jelena Janković Akgul Amanmuradova Anastasija Rodionova Vera Zvonarëva  |
| 3 marzo                | Bangalore Open 2008 Bangalore, India Cemento Singolare - Doppio     | Tier II   | Peng / Sun 6–4, 5–7, 10–8           | Chan / Chuang      | Yan Zi Venus Williams             | Jelena Janković Akgul Amanmuradova Anastasija Rodionova Vera Zvonarëva  |
| 10 marzo (2 Settimane) | Indian Wells Open 2008 Indian Wells, USA Cemento Singolare - Doppio | Tier I    | Ana Ivanović 6–4, 6–3               | Svetlana Kuznecova | Jelena Janković Marija Šarapova   | Vera Zvonarëva Lindsay Davenport Daniela Hantuchová Agnieszka Radwańska |
| 10 marzo (2 Settimane) | Indian Wells Open 2008 Indian Wells, USA Cemento Singolare - Doppio | Tier I    | Safina / Vesnina 6–1, 1–6, 10–8     | Yan / Zheng        | Jelena Janković Marija Šarapova   | Vera Zvonarëva Lindsay Davenport Daniela Hantuchová Agnieszka Radwańska |
| 24 marzo (2 settimane) | Sony Ericsson Open 2008 Miami, USA Cemento Singolare - Doppio       | Tier I    | Serena Williams 6–1, 5–7, 6–3       | Jelena Janković    | Svetlana Kuznecova Vera Zvonarëva | Justine Henin Venus Williams Elena Dement'eva Dinara Safina             |
| 24 marzo (2 settimane) | Sony Ericsson Open 2008 Miami, USA Cemento Singolare - Doppio       | Tier I    | Srebotnik / Sugiyama 7–5, 4–6, 10–3 | Black / Huber      | Svetlana Kuznecova Vera Zvonarëva | Justine Henin Venus Williams Elena Dement'eva Dinara Safina             |

### Aprile
| Settimana | Torneo                                                                                    | Categoria | Vincitore                                  | Finalista                            | Semifinalisti                       | Quarti                                                          |
| --------- | ----------------------------------------------------------------------------------------- | --------- | ------------------------------------------ | ------------------------------------ | ----------------------------------- | --------------------------------------------------------------- |
| 7 aprile  | Bausch & Lomb Championships 2008 Amelia Island, USA Terra verde Singolare - Doppio        | Tier II   | Marija Šarapova 7–6(7), 6–3                | Dominika Cibulková                   | Lindsay Davenport Alizé Cornet      | Al'ona Bondarenko Ágnes Szávay Virginie Razzano Amélie Mauresmo |
| 7 aprile  | Bausch & Lomb Championships 2008 Amelia Island, USA Terra verde Singolare - Doppio        | Tier II   | Mattek / Uhlířová 6–3, 6–1                 | Azaranka / Vesnina                   | Lindsay Davenport Alizé Cornet      | Al'ona Bondarenko Ágnes Szávay Virginie Razzano Amélie Mauresmo |
| 14 aprile | Family Circle Cup 2008 Charleston, USA Terra verde Singolare - Doppio                     | Tier I    | Serena Williams 6–4, 3–6, 6–3              | Vera Zvonarëva                       | Elena Dement'eva Alizé Cornet       | Jelena Janković Patty Schnyder Ágnes Szávay Marija Šarapova     |
| 14 aprile | Family Circle Cup 2008 Charleston, USA Terra verde Singolare - Doppio                     | Tier I    | Srebotnik / Sugiyama 6–2, 6–2              | Gallovits / Govorcova                | Elena Dement'eva Alizé Cornet       | Jelena Janković Patty Schnyder Ágnes Szávay Marija Šarapova     |
| 14 aprile | Estoril Open 2008 Oeiras, Portogallo Terra rossa Singolare - Doppio                       | Tier IV   | Marija Kirilenko 6–4, 6–2                  | Iveta Benešová                       | Maret Ani Klára Zakopalová          | Camille Pin Ol'ga Savčuk Karin Knapp Tathiana Garbin            |
| 14 aprile | Estoril Open 2008 Oeiras, Portogallo Terra rossa Singolare - Doppio                       | Tier IV   | Kirilenko / Pennetta 6–4, 6–4              | Jugić-Salkić / Senoglu               | Maret Ani Klára Zakopalová          | Camille Pin Ol'ga Savčuk Karin Knapp Tathiana Garbin            |
| 21 aprile | Fed Cup 2008 Mosca, Russia, Terra (i) Pechino, Cina, Cemento (i)                          |           | Vincitori semifinali Russia 3–2 Spagna 4–1 | Perdenti semifinali Stati Uniti Cina |                                     |                                                                 |
| 28 aprile | Grand Prix SAR La Princesse Lalla Meryem 2008 Fès, Marocco Terra rossa Singolare - Doppio | Tier IV   | Gisela Dulko 7–6(2), 7–6(5)                | Anabel Medina Garrigues              | Gréta Arn Aravane Rezaï             | Ol'ga Savčuk Petra Cetkovská Alisa Klejbanova Sorana Cîrstea    |
| 28 aprile | Grand Prix SAR La Princesse Lalla Meryem 2008 Fès, Marocco Terra rossa Singolare - Doppio | Tier IV   | Cîrstea / Pavljučenkova 6–2, 6–2           | Klejbanova / Makarova                | Gréta Arn Aravane Rezaï             | Ol'ga Savčuk Petra Cetkovská Alisa Klejbanova Sorana Cîrstea    |
| 28 aprile | ECM Prague Open 2008 Praga, Repubblica Ceca Terra rossa Singolare - Doppio                | Tier IV   | Vera Zvonarëva 7–6(2), 6–2                 | Viktoryja Azaranka                   | Katarina Srebotnik Klára Zakopalová | Roberta Vinci Iveta Benešová Karolína Plíšková Shahar Peer      |
| 28 aprile | ECM Prague Open 2008 Praga, Repubblica Ceca Terra rossa Singolare - Doppio                | Tier IV   | Hlaváčková / Hradecká 1–6, 6–3, 10–6       | Craybas / Krajicek                   | Katarina Srebotnik Klára Zakopalová | Roberta Vinci Iveta Benešová Karolína Plíšková Shahar Peer      |

### Maggio
| Settimana               | Torneo                                                                               | Categoria   | Vincitore                                      | Finalista                           | Semifinalisti                        | Quarti                                                           |
| ----------------------- | ------------------------------------------------------------------------------------ | ----------- | ---------------------------------------------- | ----------------------------------- | ------------------------------------ | ---------------------------------------------------------------- |
| 5 maggio                | Qatar Telecom German Open 2008 Berlino, Germania Terra rossa Singolare - Doppio      | Tier I      | Dinara Safina 3–6, 6–2, 6–2                    | Elena Dement'eva                    | Viktoryja Azaranka Ana Ivanović      | Serena Williams Al'ona Bondarenko Jelena Janković Ágnes Szávay   |
| 5 maggio                | Qatar Telecom German Open 2008 Berlino, Germania Terra rossa Singolare - Doppio      | Tier I      | Black / Huber 3–6, 6–2, 10–2                   | Llagostera Vives / Martínez Sánchez | Viktoryja Azaranka Ana Ivanović      | Serena Williams Al'ona Bondarenko Jelena Janković Ágnes Szávay   |
| 12 maggio               | Internazionali d'Italia 2008 Roma, Italia Terra rossa Singolare - Doppio             | Tier I      | Jelena Janković 6–2, 6–2                       | Alizé Cornet                        | Anna Čakvetadze Marija Šarapova      | Cvetana Pironkova Serena Williams Venus Williams Patty Schnyder  |
| 12 maggio               | Internazionali d'Italia 2008 Roma, Italia Terra rossa Singolare - Doppio             | Tier I      | Chan / Chuang 7–6(5), 6–3                      | Benešová / Husárová                 | Anna Čakvetadze Marija Šarapova      | Cvetana Pironkova Serena Williams Venus Williams Patty Schnyder  |
| 19 maggio               | Istanbul Cup 2008 Istanbul, Turchia Terra rossa Singolare - Doppio                   | Tier III    | Agnieszka Radwańska 6–3, 6–2                   | Elena Dement'eva                    | Akgul Amanmuradova Cvetana Pironkova | Jill Craybas Nadia Petrova Ol'ga Govorcova Andreja Klepač        |
| 19 maggio               | Istanbul Cup 2008 Istanbul, Turchia Terra rossa Singolare - Doppio                   | Tier III    | Craybas / Govorcova 6–1, 6–2                   | Eraković / Hercog                   | Akgul Amanmuradova Cvetana Pironkova | Jill Craybas Nadia Petrova Ol'ga Govorcova Andreja Klepač        |
| 19 maggio               | Internationaux de Strasbourg 2008 Strasburgo, Francia Terra rossa Singolare - Doppio | Tier III    | Anabel Medina Garrigues 4–6, 7–6(4), 6–0       | Katarina Srebotnik                  | Chan Yung-jan Timea Bacsinszky       | Peng Shuai Ai Sugiyama Flavia Pennetta Al'ona Bondarenko         |
| 19 maggio               | Internationaux de Strasbourg 2008 Strasburgo, Francia Terra rossa Singolare - Doppio | Tier III    | Perebyjnis / Yan 6–4, 6(3)–7, 10–6             | Chan / Chuang                       | Chan Yung-jan Timea Bacsinszky       | Peng Shuai Ai Sugiyama Flavia Pennetta Al'ona Bondarenko         |
| 26 maggio (2 settimane) | Open di Francia 2008 Parigi, Francia Terra rossa Singolare - Doppio - Misto          | Grande Slam | Ana Ivanović 6–4, 6–3                          | Dinara Safina                       | Svetlana Kuznecova Jelena Janković   | Elena Dement'eva Kaia Kanepi Carla Suárez Navarro Patty Schnyder |
| 26 maggio (2 settimane) | Open di Francia 2008 Parigi, Francia Terra rossa Singolare - Doppio - Misto          | Grande Slam | Medina Garrigues / Ruano Pascual 2–6, 7–5, 6–4 | Dellacqua / Schiavone               | Svetlana Kuznecova Jelena Janković   | Elena Dement'eva Kaia Kanepi Carla Suárez Navarro Patty Schnyder |
| 26 maggio (2 settimane) | Open di Francia 2008 Parigi, Francia Terra rossa Singolare - Doppio - Misto          | Grande Slam | Doppio misto: Azaranka / B. Bryan 6–2, 7–6(4)  | Srebotnik / Zimonjić                | Svetlana Kuznecova Jelena Janković   | Elena Dement'eva Kaia Kanepi Carla Suárez Navarro Patty Schnyder |

### Giugno
| Settimana               | Torneo                                                                                    | Categoria   | Vincitore                                      | Finalista                           | Semifinalisti                                | Quarti                                                                 |
| ----------------------- | ----------------------------------------------------------------------------------------- | ----------- | ---------------------------------------------- | ----------------------------------- | -------------------------------------------- | ---------------------------------------------------------------------- |
| 9 giugno                | DFS Classic 2008 Birmingham, Gran Bretagna Erba Singolare - Doppio                        | Tier III    | Kateryna Bondarenko 7–6(7), 3–6, 7–6(4)        | Yanina Wickmayer                    | Marina Eraković Bethanie Mattek              | Petra Cetkovská Al'ona Bondarenko Melanie South Nicole Vaidišová       |
| 9 giugno                | DFS Classic 2008 Birmingham, Gran Bretagna Erba Singolare - Doppio                        | Tier III    | Black / Huber 6–2, 6–1                         | Brémond / Ruano Pascual             | Marina Eraković Bethanie Mattek              | Petra Cetkovská Al'ona Bondarenko Melanie South Nicole Vaidišová       |
| 9 giugno                | Barcelona KIA 2008 Barcellona, Spagna Terra rossa Singolare - Doppio                      | Tier IV     | Marija Kirilenko 6–0, 6–2                      | María José Martínez Sánchez         | Nuria Llagostera Vives Stéphanie Cohen-Aloro | Sara Errani Lucie Šafářová Ekaterina Ivanova Edina Gallovits           |
| 9 giugno                | Barcelona KIA 2008 Barcellona, Spagna Terra rossa Singolare - Doppio                      | Tier IV     | Domínguez Lino / Parra Santonja 4–6, 7–5, 10–4 | Llagostera Vives / Martínez Sánchez | Nuria Llagostera Vives Stéphanie Cohen-Aloro | Sara Errani Lucie Šafářová Ekaterina Ivanova Edina Gallovits           |
| 16 giugno               | International Women's Open 2008 Eastbourne, Gran Bretagna Erba Singolare - Doppio         | Tier II     | Agnieszka Radwańska 6–4, 6(11)–7, 6–4          | Nadia Petrova                       | Samantha Stosur Marion Bartoli               | Caroline Wozniacki Ekaterina Makarova Gisela Dulko Alisa Klejbanova    |
| 16 giugno               | International Women's Open 2008 Eastbourne, Gran Bretagna Erba Singolare - Doppio         | Tier II     | Black / Huber 2–6, 6–0, 10–8                   | Peschke / Stubbs                    | Samantha Stosur Marion Bartoli               | Caroline Wozniacki Ekaterina Makarova Gisela Dulko Alisa Klejbanova    |
| 16 giugno               | Ordina Open 2008 's-Hertogenbosch, Paesi Bassi Erba Singolare - Doppio                    | Tier III    | Tamarine Tanasugarn 7–5, 6–3                   | Dinara Safina                       | Elena Dement'eva Al'ona Bondarenko           | Sorana Cîrstea Katarina Srebotnik Michaëlla Krajicek Anna Čakvetadze   |
| 16 giugno               | Ordina Open 2008 's-Hertogenbosch, Paesi Bassi Erba Singolare - Doppio                    | Tier III    | Eraković / Krajicek 6–3, 6–2                   | Dekmeijere / Kerber                 | Elena Dement'eva Al'ona Bondarenko           | Sorana Cîrstea Katarina Srebotnik Michaëlla Krajicek Anna Čakvetadze   |
| 23 giugno (2 settimane) | Torneo di Wimbledon 2008 Wimbledon, Londra, Gran Bretagna Erba Singolare - Doppio - Misto | Grande Slam | Venus Williams 7–5, 6–4                        | Serena Williams                     | Zheng Jie Elena Dement'eva                   | Nicole Vaidišová Agnieszka Radwańska Nadia Petrova Tamarine Tanasugarn |
| 23 giugno (2 settimane) | Torneo di Wimbledon 2008 Wimbledon, Londra, Gran Bretagna Erba Singolare - Doppio - Misto | Grande Slam | S. Williams / V. Williams 6–2, 6–2             | Raymond / Stosur                    | Zheng Jie Elena Dement'eva                   | Nicole Vaidišová Agnieszka Radwańska Nadia Petrova Tamarine Tanasugarn |
| 23 giugno (2 settimane) | Torneo di Wimbledon 2008 Wimbledon, Londra, Gran Bretagna Erba Singolare - Doppio - Misto | Grande Slam | Doppio misto: Stosur / B. Bryan 7–5, 6–4       | Srebotnik / M. Bryan                | Zheng Jie Elena Dement'eva                   | Nicole Vaidišová Agnieszka Radwańska Nadia Petrova Tamarine Tanasugarn |

### Luglio
| Settimana | Torneo                                                                                  | Categoria | Vincitore                                   | Finalista                   | Semifinalisti                           | Quarti                                                                               |
| --------- | --------------------------------------------------------------------------------------- | --------- | ------------------------------------------- | --------------------------- | --------------------------------------- | ------------------------------------------------------------------------------------ |
| 7 luglio  | Gaz de France Grand Prix 2008 Budapest, Ungheria Terra rossa Singolare - Doppio         | Tier III  | Alizé Cornet 7–6(5), 6–3                    | Andreja Klepač              | Karolina Šprem Gréta Arn                | Petra Kvitová Katalin Marosi Klára Zakopalová Anna-Lena Grönefeld                    |
| 7 luglio  | Gaz de France Grand Prix 2008 Budapest, Ungheria Terra rossa Singolare - Doppio         | Tier III  | Cornet / Husárová 6(5)–7, 6–1, 10–6         | Henke / Olaru               | Karolina Šprem Gréta Arn                | Petra Kvitová Katalin Marosi Klára Zakopalová Anna-Lena Grönefeld                    |
| 7 luglio  | Internazionali Femminili di Palermo 2008 Palermo, Italia Terra rossa Singolare - Doppio | Tier IV   | Sara Errani 6–2, 6–3                        | Marija Korytceva            | Flavia Pennetta Anabel Medina Garrigues | Margalita Chakhnašvili Carla Suárez Navarro Anastasija Pavljučenkova Tathiana Garbin |
| 7 luglio  | Internazionali Femminili di Palermo 2008 Palermo, Italia Terra rossa Singolare - Doppio | Tier IV   | Errani / Llagostera Vives 2–6, 7–6(1), 10–4 | Kudrjavceva / Pavljučenkova | Flavia Pennetta Anabel Medina Garrigues | Margalita Chakhnašvili Carla Suárez Navarro Anastasija Pavljučenkova Tathiana Garbin |
| 14 luglio | Bank of the West Classic 2008 Stanford (California), USA Cemento Singolare - Doppio     | Tier II   | Aleksandra Wozniak 7–5, 6–3                 | Marion Bartoli              | Serena Williams Ai Sugiyama             | Patty Schnyder Samantha Stosur Dominika Cibulková Anna Čakvetadze                    |
| 14 luglio | Bank of the West Classic 2008 Stanford (California), USA Cemento Singolare - Doppio     | Tier II   | Black / Huber 6–4, 6–3                      | Vesnina / Zvonarëva         | Serena Williams Ai Sugiyama             | Patty Schnyder Samantha Stosur Dominika Cibulková Anna Čakvetadze                    |
| 14 luglio | Gastein Ladies 2008 Bad Gastein, Austria Terra rossa Singolare - Doppio                 | Tier III  | Pauline Parmentier 6–4, 6–4                 | Lucie Hradecká              | Ágnes Szávay Marija Korytceva           | Iveta Benešová Yvonne Meusburger Tereza Hladikova Patricia Mayr                      |
| 14 luglio | Gastein Ladies 2008 Bad Gastein, Austria Terra rossa Singolare - Doppio                 | Tier III  | Hlaváčková / Hradecká 6–3, 6–3              | Karatančeva / Zoric         | Ágnes Szávay Marija Korytceva           | Iveta Benešová Yvonne Meusburger Tereza Hladikova Patricia Mayr                      |
| 21 luglio | East West Bank Classic 2008 Los Angeles, USA Cemento Singolare - Doppio                 | Tier II   | Dinara Safina 6–4, 6–2                      | Flavia Pennetta             | Jelena Janković Bethanie Mattek         | Nadia Petrova Viktoryja Azaranka Sybille Bammer Yuan Meng                            |
| 21 luglio | East West Bank Classic 2008 Los Angeles, USA Cemento Singolare - Doppio                 | Tier II   | Chan / Chuang 2–6, 7–5, 10–4                | Hrdinová / Uhlířová         | Jelena Janković Bethanie Mattek         | Nadia Petrova Viktoryja Azaranka Sybille Bammer Yuan Meng                            |
| 21 luglio | Slovenia Open WTA 2008 Portorose, Slovenia Cemento Singolare - Doppio                   | Tier IV   | Sara Errani 6–3, 6–3                        | Anabel Medina Garrigues     | Caroline Wozniacki Julia Görges         | Marija Kirilenko Vera Duševina Elena Bovina Petra Martić                             |
| 21 luglio | Slovenia Open WTA 2008 Portorose, Slovenia Cemento Singolare - Doppio                   | Tier IV   | Medina Garrigues / Ruano Pascual 6–4, 6–1   | Duševina / Makarova         | Caroline Wozniacki Julia Görges         | Marija Kirilenko Vera Duševina Elena Bovina Petra Martić                             |
| 28 luglio | Canada Masters 2008 Montréal, Canada Cemento Singolare - Doppio                         | Tier I    | Dinara Safina 6–2, 6–1                      | Dominika Cibulková          | Viktoryja Azaranka Marion Bartoli       | Tamira Paszek Svetlana Kuznecova Ai Sugiyama Jelena Janković                         |
| 28 luglio | Canada Masters 2008 Montréal, Canada Cemento Singolare - Doppio                         | Tier I    | Black / Huber 6–1, 6–1                      | Kirilenko / Pennetta        | Viktoryja Azaranka Marion Bartoli       | Tamira Paszek Svetlana Kuznecova Ai Sugiyama Jelena Janković                         |
| 28 luglio | Nordea Nordic Light Open 2008 Stoccolma, Svezia Cemento Singolare - Doppio              | Tier IV   | Caroline Wozniacki 6–0, 6–2                 | Vera Duševina               | Agnieszka Radwańska Katarina Srebotnik  | Camille Pin Anabel Medina Garrigues Virginia Ruano Pascual Iveta Benešová            |
| 28 luglio | Nordea Nordic Light Open 2008 Stoccolma, Svezia Cemento Singolare - Doppio              | Tier IV   | Benešová / Záhlavová-Strýcová 7–5, 6–4      | Cetkovská / Šafářová        | Agnieszka Radwańska Katarina Srebotnik  | Camille Pin Anabel Medina Garrigues Virginia Ruano Pascual Iveta Benešová            |

### Agosto
| Settimana               | Torneo                                                                                      | Categoria                          | Vincitore                              | Finalista               | Semifinalisti                       | Semifinalisti                       | Eliminate ai quarti                                           |
| ----------------------- | ------------------------------------------------------------------------------------------- | ---------------------------------- | -------------------------------------- | ----------------------- | ----------------------------------- | ----------------------------------- | ------------------------------------------------------------- |
| 11 agosto               | Tennis ai Giochi della XXIX Olimpiade Pechino, Cina Cemento                                 |                                    |                                        |                         |                                     | Quarto posto                        | Sybille Bammer Serena Williams Venus Williams Jelena Janković |
| 11 agosto               | Tennis ai Giochi della XXIX Olimpiade Pechino, Cina Cemento                                 | Elena Dement'eva 3–6, 7–5, 6–3     | Dinara Safina                          | Vera Zvonarëva 6–0, 7–5 | Li Na                               |                                     | Sybille Bammer Serena Williams Venus Williams Jelena Janković |
| 11 agosto               | Tennis ai Giochi della XXIX Olimpiade Pechino, Cina Cemento                                 | S. Williams / V. Williams 6–2, 6–0 | Medina Garrigues / Ruano Pascual       | Yan / Zheng 6–2, 6–2    | A. Bondarenko / K. Bondarenko       |                                     | Sybille Bammer Serena Williams Venus Williams Jelena Janković |
| 11 agosto               | Cincinnati Masters 2008 Cincinnati, USA Cemento Singolare - Doppio                          | Tier III                           | Nadia Petrova 6–2, 6–1                 | Nathalie Dechy          | Amélie Mauresmo Marija Kirilenko    | Amélie Mauresmo Marija Kirilenko    | Vania King Aleksandra Wozniak Sabine Lisicki Lilia Osterloh   |
| 11 agosto               | Cincinnati Masters 2008 Cincinnati, USA Cemento Singolare - Doppio                          | Tier III                           | Kirilenko / Petrova 6–3, 4–6, 10–8     | Hsieh / Švedova         | Amélie Mauresmo Marija Kirilenko    | Amélie Mauresmo Marija Kirilenko    | Vania King Aleksandra Wozniak Sabine Lisicki Lilia Osterloh   |
| 18 agosto               | Pilot Pen Tennis 2008 New Haven, USA Cemento Singolare - Doppio                             | Tier II                            | Caroline Wozniacki 3–6, 6–4, 6–1       | Anna Čakvetadze         | Amélie Mauresmo Alizé Cornet        | Amélie Mauresmo Alizé Cornet        | Sorana Cîrstea Ágnes Szávay Marion Bartoli Daniela Hantuchová |
| 18 agosto               | Pilot Pen Tennis 2008 New Haven, USA Cemento Singolare - Doppio                             | Tier II                            | Peschke / Raymond 4–6, 7–5, 10–7       | Cîrstea / Niculescu     | Amélie Mauresmo Alizé Cornet        | Amélie Mauresmo Alizé Cornet        | Sorana Cîrstea Ágnes Szávay Marion Bartoli Daniela Hantuchová |
| 18 agosto               | Forest Hills Tennis Classic 2008 Forest Hills, USA Cemento Singolare - Doppio               | Tier IV                            | Lucie Šafářová 6–4, 6–2                | Peng Shuai              | Carla Suárez Navarro Iveta Benešová | Carla Suárez Navarro Iveta Benešová | Vera Duševina Martina Müller Ekaterina Makarova Jamea Jackson |
| 25 agosto (2 settimane) | US Open 2008 Flushing Meadows, New York, USA 9 350 000 $ Cemento Singolare - Doppio - Misto | Grand Slam                         | Serena Williams 6–4, 7–5               | Jelena Janković         | Dinara Safina Elena Dement'eva      | Dinara Safina Elena Dement'eva      | Flavia Pennetta Venus Williams Patty Schnyder Sybille Bammer  |
| 25 agosto (2 settimane) | US Open 2008 Flushing Meadows, New York, USA 9 350 000 $ Cemento Singolare - Doppio - Misto | Grand Slam                         | Black / Huber 6–3, 7–6(6)              | Raymond / Stosur        | Dinara Safina Elena Dement'eva      | Dinara Safina Elena Dement'eva      | Flavia Pennetta Venus Williams Patty Schnyder Sybille Bammer  |
| 25 agosto (2 settimane) | US Open 2008 Flushing Meadows, New York, USA 9 350 000 $ Cemento Singolare - Doppio - Misto | Grand Slam                         | Doppio misto: Black / Paes 7–6(6), 6–4 | Huber / J. Murray       | Dinara Safina Elena Dement'eva      | Dinara Safina Elena Dement'eva      | Flavia Pennetta Venus Williams Patty Schnyder Sybille Bammer  |

### Settembre
| Settimana    | Torneo                                                                                 | Categoria | Vincitore                             | Finalista             | Semifinalisti                        | Quarti                                                                          |
| ------------ | -------------------------------------------------------------------------------------- | --------- | ------------------------------------- | --------------------- | ------------------------------------ | ------------------------------------------------------------------------------- |
| 8 settembre  | Commonwealth Bank Tennis Classic 2008 Bali, Indonesia Cemento Singolare - Doppio       | Tier III  | Patty Schnyder 6–3, 6–0               | Tamira Paszek         | Daniela Hantuchová Nadia Petrova     | Chan Yung-jan Flavia Pennetta Francesca Schiavone Marta Domachowska             |
| 8 settembre  | Commonwealth Bank Tennis Classic 2008 Bali, Indonesia Cemento Singolare - Doppio       | Tier III  | Hsieh / Peng 6(4)–7, 7–6(3), 10–7     | Domachowska / Petrova | Daniela Hantuchová Nadia Petrova     | Chan Yung-jan Flavia Pennetta Francesca Schiavone Marta Domachowska             |
| 8 settembre  | Fed Cup 2008 Madrid, Spagna, Terra                                                     |           | Russia 4–0                            | Spagna                |                                      |                                                                                 |
| 15 settembre | Toray Pan Pacific Open 2008 Tokyo, Giappone Cemento Singolare - Doppio                 | Tier I    | Dinara Safina 6–1, 6–3                | Svetlana Kuznecova    | Katarina Srebotnik Nadia Petrova     | Jelena Janković Elena Dement'eva Kaia Kanepi Agnieszka Radwańska                |
| 15 settembre | Toray Pan Pacific Open 2008 Tokyo, Giappone Cemento Singolare - Doppio                 | Tier I    | King / Petrova 6–1, 6–4               | Raymond / Stosur      | Katarina Srebotnik Nadia Petrova     | Jelena Janković Elena Dement'eva Kaia Kanepi Agnieszka Radwańska                |
| 15 settembre | Guangzhou International Women's Open 2008 Canton, Cina Cemento Singolare - Doppio      | Tier III  | Vera Zvonarëva 6(4)–7, 6–0, 6–2       | Peng Shuai            | Zheng Jie Camille Pin                | Karin Knapp Tamira Paszek Jill Craybas Arantxa Rus                              |
| 15 settembre | Guangzhou International Women's Open 2008 Canton, Cina Cemento Singolare - Doppio      | Tier III  | Korytceva / Puček 6–3, 4–6, 10–8      | Sun / Yan             | Zheng Jie Camille Pin                | Karin Knapp Tamira Paszek Jill Craybas Arantxa Rus                              |
| 22 settembre | China Open 2008 Pechino, Cina Cemento Singolare - Doppio                               | Tier II   | Jelena Janković 6–3, 6–2              | Svetlana Kuznecova    | Vera Zvonarëva Zheng Jie             | Daniela Hantuchová Anabel Medina Garrigues Dominika Cibulková Ana Ivanović      |
| 22 settembre | China Open 2008 Pechino, Cina Cemento Singolare - Doppio                               | Tier II   | Medina Garrigues / Wozniacki 6–1, 6–3 | Han / Xu              | Vera Zvonarëva Zheng Jie             | Daniela Hantuchová Anabel Medina Garrigues Dominika Cibulková Ana Ivanović      |
| 22 settembre | Hansol Korea Open 2008 Seul, Corea del Sud Cemento Singolare - Doppio                  | Tier IV   | Marija Kirilenko 2–6, 6–1, 6–4        | Samantha Stosur       | Kaia Kanepi Jill Craybas             | Pauline Parmentier Yanina Wickmayer Ekaterina Makarova Shahar Peer              |
| 22 settembre | Hansol Korea Open 2008 Seul, Corea del Sud Cemento Singolare - Doppio                  | Tier IV   | Chuang / Hsieh 6–3, 6–0               | Duševina / Kirilenko  | Kaia Kanepi Jill Craybas             | Pauline Parmentier Yanina Wickmayer Ekaterina Makarova Shahar Peer              |
| 29 settembre | Porsche Tennis Grand Prix 2008 Stoccarda, Germania Cemento (indoor) Singolare - Doppio | Tier II   | Jelena Janković 6–4, 6–3              | Nadia Petrova         | Viktoryja Azaranka Venus Williams    | Li Na Elena Dement'eva Dinara Safina Vera Zvonarëva                             |
| 29 settembre | Porsche Tennis Grand Prix 2008 Stoccarda, Germania Cemento (indoor) Singolare - Doppio | Tier II   | Grönefeld / Schnyder 6-2, 6-4         | Peschke / Stubbs      | Viktoryja Azaranka Venus Williams    | Li Na Elena Dement'eva Dinara Safina Vera Zvonarëva                             |
| 29 settembre | Japan Open Tennis Championships 2008 Tokyo, Giappone Cemento Singolare - Doppio        | Tier III  | Caroline Wozniacki 6–2, 3–6, 6–1      | Kaia Kanepi           | Jarmila Gajdošová Aleksandra Wozniak | Tamarine Tanasugarn Klára Zakopalová Anastasija Pavljučenkova Samantha Stosur   |
| 29 settembre | Japan Open Tennis Championships 2008 Tokyo, Giappone Cemento Singolare - Doppio        | Tier III  | Craybas / Eraković 4–6, 7–5, 10–6     | Morita / Nakamura     | Jarmila Gajdošová Aleksandra Wozniak | Tamarine Tanasugarn Klára Zakopalová Anastasija Pavljučenkova Samantha Stosur   |
| 29 settembre | Tashkent Open 2008 Tashkent, Uzbekistan Cemento Singolare - Doppio                     | Tier IV   | Sorana Cîrstea 2–6, 6–4, 7–6(4)       | Sabine Lisicki        | Peng Shuai Magdaléna Rybáriková      | Monica Niculescu Urszula Radwańska Michelle Larcher de Brito Ioana Raluca Olaru |
| 29 settembre | Tashkent Open 2008 Tashkent, Uzbekistan Cemento Singolare - Doppio                     | Tier IV   | Olaru / Savčuk 5–7, 7–5, 10–7         | Bratčikova / Woerle   | Peng Shuai Magdaléna Rybáriková      | Monica Niculescu Urszula Radwańska Michelle Larcher de Brito Ioana Raluca Olaru |

### Ottobre
| Settimana  | Torneo                                                                                            | Categoria | Vincitore                         | Finalista                   | Semifinalisti                        | Quarti                                                                    |
| ---------- | ------------------------------------------------------------------------------------------------- | --------- | --------------------------------- | --------------------------- | ------------------------------------ | ------------------------------------------------------------------------- |
| 6 ottobre  | Kremlin Cup 2008 Mosca, Russia Cemento (indoor) Singolare - Doppio                                | Tier I    | Jelena Janković 6–2, 6–4          | Vera Zvonarëva              | Elena Dement'eva Dinara Safina       | Flavia Pennetta Nadia Petrova Dominika Cibulková Svetlana Kuznecova       |
| 6 ottobre  | Kremlin Cup 2008 Mosca, Russia Cemento (indoor) Singolare - Doppio                                | Tier I    | Petrova / Srebotnik 6–4, 6–4      | Black / Huber               | Elena Dement'eva Dinara Safina       | Flavia Pennetta Nadia Petrova Dominika Cibulková Svetlana Kuznecova       |
| 13 ottobre | Open di Zurigo 2008 Zurigo, Svizzera Cemento (indoor) Singolare - Doppio                          | Tier II   | Venus Williams 7–6(1), 6–2        | Flavia Pennetta             | Anabel Medina Garrigues Ana Ivanović | Katarina Srebotnik Viktoryja Azaranka Francesca Schiavone Petra Kvitová   |
| 13 ottobre | Open di Zurigo 2008 Zurigo, Svizzera Cemento (indoor) Singolare - Doppio                          | Tier II   | Black / Huber 6–1, 7–6(3)         | Grönefeld / Schnyder        | Anabel Medina Garrigues Ana Ivanović | Katarina Srebotnik Viktoryja Azaranka Francesca Schiavone Petra Kvitová   |
| 20 ottobre | Generali Ladies Linz 2008 Linz, Austria Cemento (indoor) Singolare - Doppio                       | Tier II   | Ana Ivanović 6–2, 6–1             | Vera Zvonarëva              | Agnieszka Radwańska Marion Bartoli   | Flavia Pennetta Nadia Petrova Al'ona Bondarenko Alizé Cornet              |
| 20 ottobre | Generali Ladies Linz 2008 Linz, Austria Cemento (indoor) Singolare - Doppio                       | Tier II   | Srebotnik / Sugiyama 6–4, 7–5     | Black / Huber               | Agnieszka Radwańska Marion Bartoli   | Flavia Pennetta Nadia Petrova Al'ona Bondarenko Alizé Cornet              |
| 20 ottobre | Fortis Championships Luxembourg 2008 Lussemburgo, Lussemburgo Cemento (indoor) Singolare - Doppio | Tier III  | Elena Dement'eva 2–6, 6–4, 7–6(4) | Caroline Wozniacki          | Sorana Cîrstea Li Na                 | Amélie Mauresmo Daniela Hantuchová Anabel Medina Garrigues Iveta Benešová |
| 20 ottobre | Fortis Championships Luxembourg 2008 Lussemburgo, Lussemburgo Cemento (indoor) Singolare - Doppio | Tier III  | Cîrstea / Eraković 2–6, 6–3, 10–8 | Duševina / Marija Korytceva | Sorana Cîrstea Li Na                 | Amélie Mauresmo Daniela Hantuchová Anabel Medina Garrigues Iveta Benešová |
| 27 ottobre | Bell Challenge 2008 Québec, Canada Cemento (indoor) Singolare - Doppio                            | Tier III  | Nadia Petrova 4–6, 6–4, 6–1       | Bethanie Mattek             | Angela Haynes Aleksandra Wozniak     | Melinda Czink Nathalie Dechy Galina Voskoboeva Melanie Oudin              |
| 27 ottobre | Bell Challenge 2008 Québec, Canada Cemento (indoor) Singolare - Doppio                            | Tier III  | Grönefeld / King 7–6(3), 6–4      | Craybas / Tanasugarn        | Angela Haynes Aleksandra Wozniak     | Melinda Czink Nathalie Dechy Galina Voskoboeva Melanie Oudin              |

### Novembre
| Settimana  | Torneo                                          | Categoria              | Vincitore                       | Finalista      | Semifinalisti                    | Quarti                                                                                          |
| ---------- | ----------------------------------------------- | ---------------------- | ------------------------------- | -------------- | -------------------------------- | ----------------------------------------------------------------------------------------------- |
| 3 novembre | WTA Tour Championships 2008 Doha, Qatar Cemento |                        | Venus Williams 6(5)–7, 6–0, 6–2 | Vera Zvonarëva | Elena Dement'eva Jelena Janković | Ana Ivanović Svetlana Kuznecova Dinara Safina Serena Williams Nadia Petrova Agnieszka Radwańska |
| 3 novembre | WTA Tour Championships 2008 Doha, Qatar Cemento | Black / Huber 6–1, 7–5 | Peschke / Stubbs                |                | Elena Dement'eva Jelena Janković | Ana Ivanović Svetlana Kuznecova Dinara Safina Serena Williams Nadia Petrova Agnieszka Radwańska |

## Ranking a fine anno
Nella tabella riportata sono presenti le prime dieci tenniste a fine stagione.

### Singolare
| #   | Giocatrice          | Punti | Rank. 2007 | /  |
| 1.  | Jelena Janković     | 4.786 | 3          | 2  |
| 2.  | Serena Williams     | 3.866 | 7          | 5  |
| 3.  | Dinara Safina       | 3.817 | 15         | 12 |
| 4.  | Elena Dementieva    | 3.663 | 11         | 7  |
| 5.  | Ana Ivanović        | 3.457 | 4          | 1  |
| 6.  | Venus Williams      | 3.272 | 8          | 2  |
| 7.  | Vera Zvonarëva      | 2.952 | 22         | 15 |
| 8.  | Svetlana Kuznecova  | 2.726 | 2          | 6  |
| 9.  | Maria Sharapova     | 2.515 | 5          | 4  |
| 10. | Agnieszka Radwańska | 2.286 | 26         | 16 |

Nel corso della stagione cinque tenniste hanno occupato la prima posizione:
- Henin = fine 2007 – 18 maggio 2008
- Sharapova = 19 maggio – 8 giugno
- Ivanovic = 9 maggio – 10 agosto
- Jankovic = 11 agosto – 17 agosto
- Ivanovic = 18 agosto – 7 settembre
- S. Williams = 8 settembre – 5 ottobre
- Jankovic = 6 ottobre – fine anno